# Pselliophora mcgregori
Pselliophora mcgregori is een tweevleugelige uit de familie langpootmuggen (Tipulidae). De soort komt voor in het Oriëntaals gebied.